# 洛尔格
洛尔格（法語：Lorgues，法語發音：[lɔʁɡ]）是法国普罗旺斯-阿尔卑斯-蓝色海岸大区瓦尔省的一个市镇，属于德拉吉尼昂区。

## 地理
洛尔格（43°29'36"N, 6°21'40"E）面积64.37 平方千米，位于法国普罗旺斯-阿尔卑斯-蓝色海岸大区瓦尔省，该省份为法国东南部沿海省份，北起上普罗旺斯阿尔卑斯省，西北角与沃克吕兹省接壤，西接罗讷河口省，南濒地中海，东临滨海阿尔卑斯省。
与洛尔格接壤的市镇（或旧市镇、城区）包括：弗拉约斯克、勒卡内德莫尔、德拉吉尼昂、塔拉多、勒托罗内、维多邦、圣昂托南迪瓦。

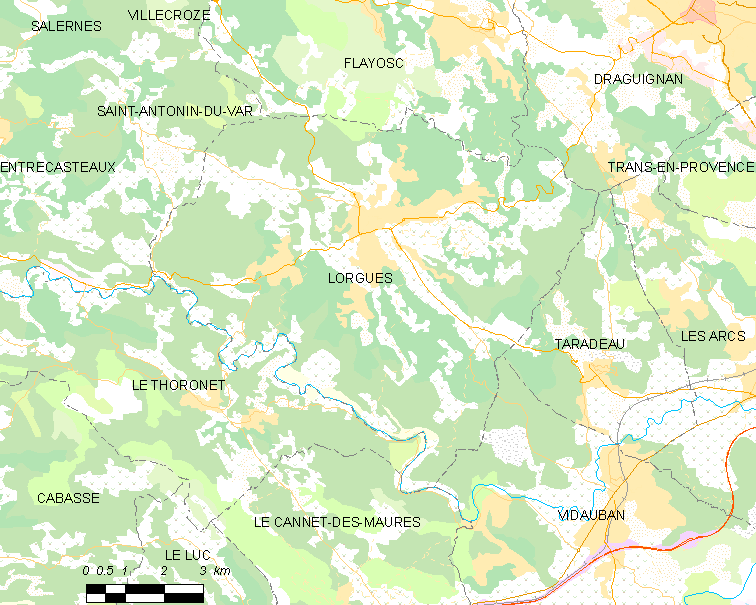
洛尔格的OSM定位图

洛尔格的时区为UTC+01:00、UTC+02:00（夏令时）。

## 行政
洛尔格的邮政编码为83510，INSEE市镇编码为83072。

## 政治
洛尔格所属的省级选区为维多邦县。

## 人口

1962-2008年间洛尔格人口变化图示

洛尔格于2022年1月1日时的人口数量为9803人。